# Ophraella slobodkini
Ophraella slobodkini är en skalbaggsart som beskrevs av Futuyma 1991. Ophraella slobodkini ingår i släktet Ophraella och familjen bladbaggar. Inga underarter finns listade i Catalogue of Life.